# Rebecca Romijn
 Der er for få eller ingen kildehenvisninger i denne artikel, hvilket er et problem. Du kan hjælpe ved at angive troværdige kilder til de påstande, som fremføres i artiklen.

Rebecca Alie Romijn (født 6. november 1972, Berkeley, Californien, USA) er en amerikansk skuespiller og tidligere model. Rebeccas far var hollandsk og hendes mor var halv hollænder, halv englænder.
Hendes medvirken i X-Men-filmene, som Mystique, var hendes gennembrud. Hun har vundet en Saturn Award og en Blockbuster Entertainment Award for X-Men.

## Udvalgt filmografi
- Austin Powers: The Spy Who Shagged Me - sig selv, ukrediteret (1999)
- X-Men - Mystique (2000)
- Femme Fatale - Laure Ash / Lily (2002)
- X-Men 2 - Mystique (2003)
- The Punisher - Joan (2004)
- X-Men: The Last Stand - Mystique (2006)
- X-Men: First Class - Mystique, cameo (2011)

### Tv-serier
- Venner - Cheryl (sæson 4, episode 6; 1997)
- Ugly Betty - Alexis Meade (2006–2008)
- The Librarians - colonel Eve Baird (2013-18)